# رافاييل فيرنانديز
رافاييل فيرنانديز (بالبرتغالية: Rafael Miranda Fernandes‏) هو لاعب كرة قاعدة برازيلي، ولد في 23 أبريل 1986 في ساو باولو في البرازيل.

## وصلات خارجية
- رافاييل فيرنانديز على موقع الدوري الياباني لكرة القاعدة (الإنجليزية)
- رافاييل فيرنانديز على موقع دوري أستراليا لكرة القاعدة (الإنجليزية)
- رافاييل فيرنانديز على موقعبيزبول رفرنس.كوم (الدوري الثانوي) (الإنجليزية)